# Amy Richards
Amy Richards (* 9. Februar 1970) ist eine US-amerikanische Publizistin, Fundraising-Beraterin und Frauenrechtlerin. Sie ist beratendes Mitglied der feministischen Zeitschrift Ms. und Gründerin der Third Wave Association, einer nationalen Organisation für junge Feministinnen in den USA.

## Leben
Richards beendete 1992 das Barnard College in New York City mit einem Abschluss in Kunstgeschichte. Im Sommer des Jahres organisierte sie den Freedom Summer ’92, eine Wähler-Registrierungskampagne und gründete im selben Jahr die Third Wave Foundation, eine nationale Organisation für junge Feministinnen zwischen 15 und 30 Jahren, die sie zehn Jahre lang führte.
In den letzten Jahren widmete sich Richards vor allem ihrer Lehr- und Beratungstätigkeit, schreibt Essays, Bücher und ihre Kolumne Ask Amy auf feminist.com. Sie unterstützt verschiedene Gruppierungen, u. a. Planned Parenthood, die für das Recht auf Abtreibung eintreten. Sie selbst wurde zum Mittelpunkt eines Skandals, als sie in der New York Times geschildert hatte, dass sie von erwarteten Drillingen aufgrund ihrer persönlichen Lebenslage zwei Föten abtreiben ließ.

## Werke
- Jennifer Baumgardner, Amy Richards: Manifesta: Young Women, Feminism, and the Future. Farrar, Straus und Giroux 2000, ISBN 0-374-52622-2 (englisch, über die Dritte Welle in den USA mit historischem Rückblick)
- Jennifer Baumgardner, Amy Richards, Winona LaDuke: Grassroots: A Field Guide for Feminist Activism. Farrar, Straus und Giroux 2005, ISBN 0-374-52865-9 (englisch)